# Paul de Farcy
Pour les autres membres de la famille, voir famille de Farcy.
Paul de Farcy, né le 10 décembre 1840 à Château-Gontier, mort le 30 octobre 1918 à Angers, est un historien, généalogiste et archéologue français.

## Biographie
Paul de Farcy appartient à la Famille de Farcy. Son père, Alfred de Farcy, homme cultivé qui aimait les lettres et les arts et collectionnait les livres et les tableaux, donna à son fils le goût de l'histoire et de l'archéologie. Sa mère, Louise de Penfentenyo de Cheffontaines, est quant à elle d'une famille bretonne.
Fixé à Angers après un séjour à Alençon, il fut particulièrement attiré par la généalogie. Membre de la Société d'agriculture, science et d'arts d'Angers et de la commission historique de la Mayenne.
Historien et généalogiste, collectionneur d'archives, Paul de Farcy a laissé des notes volumineuses dispersées en vente publique avec ses collections après sa mort. Certains manuscrits ont été acquis par la Bibliothèque nationale : tel le Liber Cartarum Domus Savignei, ou Cartulaire de l'abbaye de Savigny (Manche), copié sur l'original aux Archives de la Manche détruit en 1944 : B.n.F, Ms lat. 2500 grand format.

## Famille
Il épouse  Clotilde de Rotz de La Madeleine, fille de Norbert de Rotz de la Madeleine et de Edme-Camille-Antoinette Michau de Montaran, elle mourut le 25 mars 1877, laissant: 1° René, 2° Cécile, 3° Henri, 4° Roger et 5° Madeleine.

## Publications
- Généalogie de la Famille de Farcy. Laval, 1891[1];
- L'Obituaire et le cartulaire du Prieuré des Bonshommes de Craon. Laval, 1907 ;
- Étude sur le droit d'asile à La Haie aux Bonshommes. 1908[2] ;
- Histoire généalogique de la famille de Boylesve . 1897-1901, in Revue de l'Anjou[3] ;
- Étude généalogique sur les Fouquet d'Anjou. Laval. 1916[4].
- Manuscrit :

Notes généalogique et héraldique concernant la noblesse de Normandie et du Maine d'après des chantiers et des documents en ma possession (début XXe siècle), Archives départementales du Calvados, Papiers Paul de Farcy.